# لاسي تورنر
لاسي تورنر (بالإنجليزية: Lacey Turner)‏ هي ممثلة بريطانية، ولدت في 28 مارس 1988 في منطقة بارنت في لندن في المملكة المتحدة. من الجوائز التي نالتها National Television Awards ‏.

## جوائز
- National Television Awards [الإنجليزية]‏
- The British Soap Awards [الإنجليزية]‏

## وصلات خارجية
- لاسي تورنر على موقع IMDb (الإنجليزية)
- لاسي تورنر على موقع قاعدة بيانات الفيلم (الإنجليزية)